# Beekanahalli, Krishnarajpet
Beekanahalli là một làng thuộc tehsil Krishnarajpet, huyện Mandya, bang Karnataka, Ấn Độ.